# Erioptera latilimbata
Erioptera latilimbata är en tvåvingeart som beskrevs av Alexander 1970. Erioptera latilimbata ingår i släktet Erioptera och familjen småharkrankar.
Artens utbredningsområde är Panama. Inga underarter finns listade i Catalogue of Life.